# A Clean Break
« A Clean Break : A New Strategy for Securing the Realm » (« Une coupure nette : Une nouvelle stratégie pour sécuriser le domaine ») constitue un court mémorandum datant de 1996 destiné au premier ministre israélien entrant Benyamin Netanyahou. Il présente une stratégie israélienne envers le Moyen-Orient dans le but de modifier l’équilibre des forces régionales en faveur d’Israël. Ce document de politique israélienne fut écrit par Richard Perle et le groupe d’étude sur « Une nouvelle stratégie israélienne vers l’an 2000 » (Institute for Advanced Strategic and Political Studies) qui comprenait par ailleurs James Colbert, Charles Fairbanks Jr., Douglas Feith, Robert Loewenberg, Jonathan Torop, David Wurmser et Meyrav Wurmser. A Clean Break est considéré comme « une sorte de manifeste néoconservateur américano-israélien », selon le journaliste Jason Vest.